# Iarke, Sakî
Iarke (în ucraineană Ярке) este un sat în comuna Heroiske din raionul Sakî, Republica Autonomă Crimeea, Ucraina.

## Demografie
Componența lingvistică a localității Iarke
     Tătară crimeeană (58,12%)
     Rusă (37,17%)
     Ucraineană (3,84%)
Conform recensământului din 2001, majoritatea populației localității Iarke era vorbitoare de tătară crimeeană (58,12%), existând în minoritate și vorbitori de rusă (37,17%) și ucraineană (3,84%).